# Mayor Julio D. Otaño
Mayor Julio D. Otaño é uma cidade do Paraguai, Departamento Itapúa.

## Transporte
O município de Mayor Julio D. Otaño é servido pela seguinte rodovia:
- Caminho em terra ligando a cidade ao município de San Rafael del Paraná [1][2][3]